# Scott High
Scott High, né le 15 février 2001 à Dewsbury en Angleterre, est un footballeur écossais qui évolue au poste de milieu central au Barnet FC.

## Biographie

### Carrière en club
Né à Dewsbury en Angleterre, Scott High est formé par Huddersfield Town. Il commence toutefois sa carrière à Concord Rangers où il est prêté en 2019 et où il fait forte impression. 
High fait ensuite son retour à Huddersfield et joue son premier match avec l'équipe première le 22 juillet 2020, à l'occasion d'une rencontre de championnat face au Millwall FC. Ce jour-là, il entre en jeu à la place de Andy King et son équipe s'incline par quatre buts à un.
Le 3 août 2020, Scott High est prêté à Shrewsbury Town.
Le 31 mai 2021, High prolonge son contrat avec Huddersfield jusqu'en juin 2025,.
Le 29 juillet 2022, Scott High est prêté au Rotherham United pour une saison. Moins utilisé sur les derniers mois de l'année 2022, il est rappelé par Huddersfield en janvier 2023.

### Carrière en sélection
Scott High joue son premier match avec l'équipe d'Écosse espoirs le 8 octobre 2021 contre le Danemark. Il entre en jeu et son équipe s'incline par un but à zéro.

## Vie privée
Scott High est fan de la légende du Liverpool FC, Steven Gerrard, qu'il prend pour modèle. 